# Willy Faber
Wilhelm Johann Peter Faber (Niederwiltz, 3 februari 1915 – Luxemburg-Stad, 26 november 1999) was een Luxemburgs architect, graficus en kunstschilder.

## Leven en werk
Willy of Will Faber was een zoon van Franz Faber, ijzerwerker, later bureauchef bij de Arbed, en Anna Maria Franziska Pauly. Hij studeerde aan de Koninklijke Academie voor Schone Kunsten van Brussel en studeerde in 1939 cum laude af als architect. Hij trouwde het jaar erop met Mado Pescatore. Faber vestigde zich als zelfstandig architect, hij was lid van de Federation nationale des architectes (F.N.A.).
Faber schilderde, tekende in pen en houtskool en illustreerde boeken. In 1957 combineerde hij architectuur en kunst toen hij als architect verantwoordelijk was voor de bouw van de nieuwe Librairie du Centre en de winkelruimtes voorzag van abstracte plafondschilderingen. Hij debuteerde in 1976 als exposant in een duo-expositie  met Michel Heintz in kunstgalerie Krippler in Luxemburg-Stad.

## Enkele werken
als architect
- 1957 nieuwbouw Librairie du Centre (eigenaar J.P. Krippler), Beckstraße, Luxemburg-Stad. Toen de zaak in 1963 verhuisde naar de Boulevard Royal was Faber verantwoordelijk voor de inrichting en het meubilair.
- 1958 nieuwbouw woning voor de vicaris van Neudorf.
- 1975 verbouwing dameskledingzaak Epoque in Luxemburg-Stad.
- 1978 renovatie van het Geschäftshaus Frising aan de Rue Louvigny in Luxemburg-Stad.

als kunstenaar
- 1961 omslagontwerp voor Sagenumrankte Heimatburgen van Jean Haan. Luxemburg: Éditions du Centre J.-P. Krippler-Muller.
- 1968 omslag voor Renert : oder de Fuuss am Frack an a Maansgre'sst van Michel Rodange. Luxemburg: Éditions du Centre J.-P. Krippler-Muller.
- 1969 illustraties voor D'Maus Ketti van Auguste Liesch. Luxemburg: Éditions du Centre J.-P. Krippler-Muller.
- 1970 illustraties en omslagontwerp voor Von Tieren und Tierspuk van Jean Haan. Luxemburg: Éditions du Centre J.-P. Krippler-Muller. Bevat ook illustraties van Félix Mersch en Gab Weis.
- 1973 titelblad en frontispice voor Heinrich Böll : Einführung in Leben und Werk van Léopold Hoffmann. Luxemburg: Éditions du Centre J.-P. Krippler-Muller.
- 1975 illustraties voor Beckerich : Hüttingen und Levelingen in ihrer schicksalhaften Geschichte im Wandel der Jahrhunderte van Nic. Bosseler. Luxemburg: Krippler et Cie.

- Musée national d'archéologie, d'histoire et d'art: lkl006914